# Mindarus piceasuctus
Mindarus piceasuctus är en insektsart som beskrevs av Zhang, G.-x. och Ge-Xia Qiao 1997. Mindarus piceasuctus ingår i släktet Mindarus och familjen långrörsbladlöss. Inga underarter finns listade i Catalogue of Life.